# Gabriel García Moreno

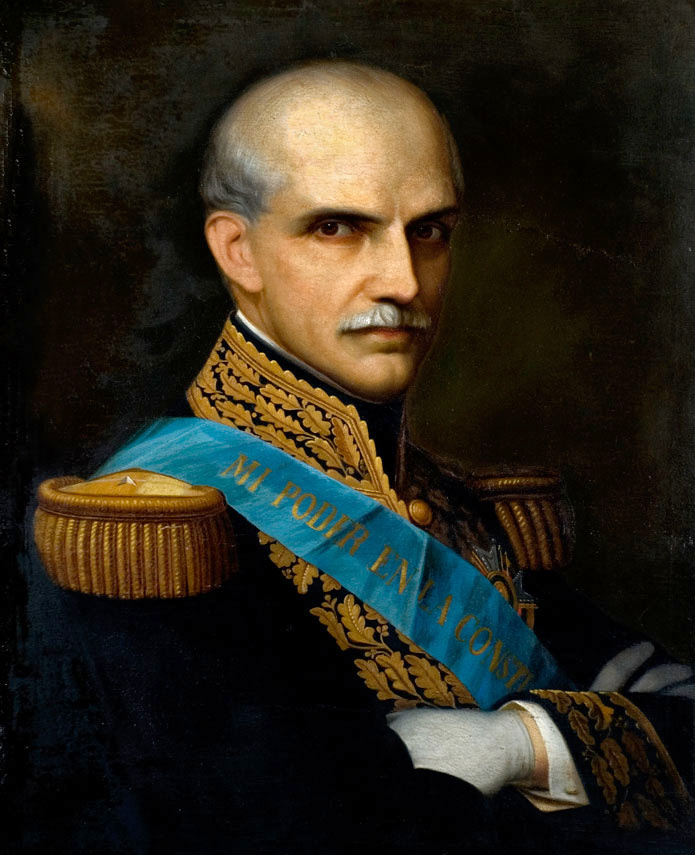
Gabriel García Moreno 1821-1875

Gabriel Gracía Moreno (Guayaquil, 24 december 1821 – Quito, 6 augustus 1875) was een rooms-katholiek politicus uit Ecuador. Hij was tweemaal president, van 1859 tot 1865 en van 1869 tot 1875.

## Achtergrond en studie
Gabriel García Moreno werd in 1821 geboren. Zijn vader was een Spaanse koopman en zijn moeder een aristocratische Ecuadoraanse. Zijn vader was raadsheer van Guayaquil. Zijn vader overleed toen Gabriel 10 jaar oud was. Hij ontving elementair onderwijs van zijn moeder, daarna ontving hij hoger onderwijs aan het Colegio San Fernando in Quito, waar hij les kreeg van de Mercedarier-paters. Vervolgens studeerde García Moreno rechten en theologie aan de Centrale Universiteit van Quito.
García Moreno dacht aan een leven als priester; hij ontving enkele lagere wijdingen, maar koos uiteindelijk voor een carrière in de journalistiek.

## Vroege carrière
Na zijn afstuderen (1844) begon hij te werken als advocaat en journalist. Hij liet van zich spreken als fel tegenstander van de liberale regering. In 1849 maakte hij een eerste reis naar Europa. Hij verbleef twee jaar in Europa en maakte kennis met de effecten van de revoluties die in de jaren 1848 en 1849 woedden.
Terug in Ecuador stichtte hij de krant La Nación. In deze krant viel hij het beleid van president José María Urbina aan en stelde hij de corruptie van de regering aan de kaak. García Moreno werd vervolgens gearresteerd en naar Colombia gedeporteerd.
Van 1854 tot 1856 verbleef hij opnieuw in Europa. In Parijs studeerde hij politicologie, wiskunde en natuurwetenschap. In 1856, na een algemene amnestie van de nieuwe president Francisco Robles García, keert García Moreno naar Ecuador terug. Terug in Ecuador werd hij rector van de Centrale Universiteit van Quito, daarnaast werd hij burgemeester van Quito (1857). In 1858 werd hij voor de provincie Pichincha in de Senaat gekozen. Als senator gold hij als spreekbuis van de rooms-katholieken en de armere bevolkingsgroepen en criticus van het corrupte bewind van Ecuador. Hij keerde zich vooral tegen de regering, die hij een "club van vrijmetselaars" noemde.

## President
Een oorlog - die begon als een klein grensconflict - met Peru luidde de val in van president Robles García. In mei 1859 trad García Moreno toe tot een junta van conservatieve politici. In september van dat jaar werd Robles die zich in Riobamba had gevestigd, afgezet. De nieuwe militaire dictator werd generaal Guillermo Pablo Franco Herrera. García Moreno erkende Franco en diens bewind in Guayaquil niet en riep zichzelf uit tot interim-president (17 september 1859).
García Moreno probeerde generaal Franco over te halen om samen een regering te vormen en de macht te delen. Franco ging hier niet op in. 
García Moreno sloot een verdrag met Peru dat een einde maakte aan de oorlog tussen de regering van García Moreno en Peru.
Tussen de regeringen van Franco en García Moreno brak een burgeroorlog uit. García Moreno sloot daarop een akkoord met de in ballingschap in Lima levende politicus Juan José Flores (de eerste president van Ecuador in 1830). Flores keerde uit Lima terug en mobiliseerde zijn aanhang. Gezamenlijk trokken Flores (een liberaal) en García Moreno (een conservatief) ten strijde tegen generaal Franco en diens bewind in Guayaquil. Tussen mei en augustus 1860 wist het leger van Flores en García Moreno steden en dorpen die in handen waren van Franco en zijn mannen te veroveren. In augustus 1860 werden Franco's troepen in Babahoyo verslagen. Op 24 september 1860 werd Guayaquil ingenomen en Franco naar Peru.
In januari 1861 riep García Moreno in Quito een Nationale Vergadering bijeen. De Nationale Vergadering koos een grondwetgevend comité dat een nieuw grondwet opstelde. De nieuwe grondwet voorzag in een sterke uitvoerende macht voor de president. Op 17 januari 1861 werd García Moreno tot (voorlopig) president van Ecuador gekozen. In de periode dat hij geen president was regeerde aanvankelijk zijn stroman, Jerónimo Carrión y Palacio, van de door hem in 1869 opgerichte Partido Conservador Ecuatoriano (de voorheen bestaande Conservatieve Partij was eerder een club gelijkgezinden, maar geen echte partij in de moderne zin van het woord) tot zijn opvolger gekozen. García Moreno werd als opvolger van Flores tot gouverneur van Guayaquil gekozen.
In 1866 werd García Moreno als diplomaat naar Chili gezonden. Hij bleef daar lange tijd, en in september 1867 kreeg hij te horen dat hij niet meer naar Ecuador mocht terugkeren.
In december 1867 werd president Carrión door de conservatieven afgezet en José Manuel Espinosa werd president. Inmiddels verkeerde Ecuador in een chaos en het lukte Espinosa niet om orde te scheppen.
In januari 1869 keerde García Moreno uit Chili terug en hij wist spoedig zijn macht te consolideren. Op 10 augustus 1869 werd hij opnieuw president. Een nieuwe grondwet versterkte de positie van de president nog meer en García Moreno werd in feite dictator van Ecuador.
In mei 1875 werd de populaire García Moreno voor de vierde keer tot president gekozen. Als gelovig christen ging García Moreno op 8 augustus 1875 naar de kathedraal van Quito, die op loopafstand van het presidentieel paleis lag. Op weg naar de kathedraal schoot een tegenstander hem met een revolver dood. Zijn laatste woorden waren: ,,Dios no muere" ("God sterft niet!").
Na zijn dood verkreeg hij van het volk de titel Redder des Vaderland.

## García Moreno's beleid
García Moreno combineerde conservatisme met vooruitstrevende ideeën. Als president schafte hij de slavernij af (de voormalige slavenhouders werden gecompenseerd) en voerde hij de gelijkberechtiging in en bevorderde hij de emancipatie van de indianen door de oprichting van vele scholen, wiens bestuur hij toevertrouwde aan de jezuïeten. Als gestudeerd man steunde hij de modernisering van de onderwijsinstellingen. Er werd ook een sociale wetgeving ingevoerd. Prostitutie en criminaliteit werden bestreden.
Een van zijn belangrijkste verdiensten was de aanleg en verbetering van wegen.
Ecuador werd het meest moderne land van Zuid-Amerika.
Hij genoot een zeer grote populariteit onder de gelovige massa (meer dan 90% van de Ecuadoranen is katholiek), maar maakte zich weinig geliefd onder de liberalen. Hij onderdrukte hen door de invoering van een strikte perscensuur (vooral tijdens de periode 1869-1875) en de harde onderdrukking van de revolutionairen. Onder zijn bewind werd de huidige vlag van Ecuador ingevoerd.

### Katholiek
Gabriel García Moreno was een zeer vroom katholiek. Hij ging dagelijks ter kerke en ging iedere zondag ter communie (hetgeen toen nog ongebruikelijk was in de katholieke wereld). In 1869 werd de Rooms-Katholieke Kerk de staatskerk. Als president zag hij het als zijn voornaamste taak het katholicisme te verbreiden.
Hij liet tientallen buitenlandse geestelijken naar Ecuador overkomen. Niet alleen voor specifiek kerkelijke taken, maar ook voor het runnen van scholen en wetenschappelijke instellingen.
Hij was een fel verdediger van de Kerkelijke Staat en was het enige staatshoofd ter wereld dat in 1870 bij de Italiaanse regering protesteerde tegen de verovering van de Kerkelijke Staat.

## ColombiaanseBurgeroorlog en de oorlog met Colombia
Ongewild raakte Ecuador tijdens García Moreno's eerste presidentschap betrokken bij de Colombiaanse Burgeroorlog (1862) tussen de liberale generaal Tomás Cipriano de Mosquera en de leider van de conservatieven Mariano Ospina. In 1862 achtervolgden generaal De Mosquera's troepen de mannen van Ospina tot over de Ecuadoraanse grenzen, waarna de Ecuadoraanse troepen onder leiding van García Moreno het vuur openden op de troepen van generaal De Mosquera. In juni 1862 werd het Ecuadoraanse leger verslagen werd García Moreno gevangengenomen, maar kwam spoedig weer vrij nadat García Moreno een verdrag had gesloten met De Mosquera, die kort daarop president van Colombia werd.
In 1863/1864 kwam het tot een oorlog met Colombia toen plannen van president De Mosquera en zijn Peruaanse collega uitlekten om delen van Ecuador te veroveren en toe te voegen aan een nieuw op te richten Republiek Groot-Colombia.
Gabriel García Moreno is een van de meest omstreden figuren in de geschiedenis van Zuid-Amerika. Enerzijds een repressief politicus, anderzijds iemand die zich inzette voor het geestelijk en materieel welzijn van de bevolking.

## Bron
- De Katholieke Encyclopaedie (1951)